# Ján Kadavý
Ján Kadavý (magyarosan: Kadavy János, Jestraba (Jestřabí v Krkonoších, Jilemnicze kerület, Csehország, 1810. április 7. – Turócszentmárton, 1883. augusztus 11.) szlovák tanító.

## Élete
Fiatal korától fogva a felsőmagyarországi szlovákság közt élt a vágy, hogy Kollárt megismerje, ez vezette Magyarországra, ahol 1839-től működött mint tanító és szlovák író. Az 1840-es években, mikor az irodalmi nyelvért folyt a küzdelem, Kadavý védte a tótot. 1844-ben tagja volt a Tatrina szlovák társaságnak. 1848-ban magyarellenes izgatásaiért üldözték, mire Prágába menekült; azonban nemsokára visszatért és azután is mint tanító Német-Lipcsén (Liptó megye) működött. Innét Turócszentmártonba költözött, ahol mint a szlovák Matica választmányi tagja halt meg.
Cikke a Verhandlungen der k. k. geol. Reichsanstalt c. folyóiratban (1873. Ein Höhle im Berge Mnich bei Rosenberg in Ungarn). Mint költő ismertté tette nevét tót dalaival, melyek közt különösen a Nitra s mila Nitra közkedveltségű a nép közt. Kollár János munkáinak kiadásánál közreműködött (ilyen a Památka, Pest, 1845.); több munkát adott ki saját költségén, ilyenek: a Hurbán Uina-ja, Czervenák, Zrkadlo Slovenska-ja, Zello, Basne (elbeszélések) Pest, 1844. és a Nitra három évfolyama.

## Munkái
1. Kwjetek na hrob Jejj C. K. Wýsosti Amalie Marie Herminy, Arciknežny Rakauské .. v Pánu zesnulé dne unora 1842, žiwota pak 24 roku, Kterýž jménem Slovákův zasadil. Pest, 1842.
2. Wzájemnost we přikladech mezi čechy, morawany, slowáky, slezáky i lužičany. Pest, 1843. (A viszonylagosság az említett népek közt példákban.)
3. Citanka pre malje djetki. Buda, 1845. (Olvasókönyv gyermekek számára. 2. kiadás. Uo. 1847.)
4. Citanka pre prostonárodnie školy I. Slovensky Slabikar a prva citanka. Bpest, 1876. és 1882. (Gönczy Pál elemi ábéczé és olvasókönyve tót fordításban.)

Szerkesztette a Prjatel ludu (nép barátja) című folyóiratot a szlovák gazdák és iparosok számára Budán 1845. két füzetben és 1873-ban; kevéssel halála előtt pedig a Slovenské Spevy (szlovák dalok) című gyűjteményt.